# Дзеркальна симетрія (теорія струн)
В математиці і теоретичній фізиці дзеркальною симетрією називається еквівалентність многовидів Калабі — Яу в наступному сенсі. Два многовиди Калабі — Яу можуть бути абсолютно різними геометрично, але давати однакову фізику елементарних частинок при використанні їх як «згорнутих» додаткових розмірностей  теорії струн. Самі такі многовиди називають дзеркально симетричними.
Дзеркальна симетрія була спочатку виявлена фізиками. Математики зацікавилися цим явищем близько 1990 року, коли Філіп Канделас, Ксенія де ла Осса, Пол Грін і Лінда Паркс показали, що дзеркальну симетрію можна використовувати як інструмент в обчислювальній геометрії  —  розділі математики, що займається підрахунком кількості відповідей на ті чи інші геометричні питання. Канделас і співавтори показали, що дзеркальна симетрія може бути використана для підрахунку числа раціональних кривих на многовиді Калабі — Яу. Ця задача довгий час залишалась нерозв'язаною. Незважаючи на те, що первинний підхід до дзеркальної симетрії базувався на ідеях, сформульованих на фізичному рівні, математики змогли строго довести деякі з тверджень, які були передбачені фізиками.
Зараз дзеркальна симетрія є однією з найбільш мейнстримових областей досліджень в області чистої математики, і математики працюють над розвитком математичного розуміння цього, заснованого на фізичній інтуїції, явища. Крім того, дзеркальна симетрія є основним інструментом обчислень у теорії струн; також вона використовувалася для розуміння деталей квантової теорії поля, формалізму, за допомогою якого фізики описують елементарні частинки. Основні підходи до дзеркальної симетрії включають в себе програму гомологічної дзеркальної симетрії Максима Концевича і SYZ-гіпотезу Стромінджера, Яу і Заслоу.

## Огляд

### Струни і компактифікація

Фундаментальними об'єктами теорії струн є відкриті і замкнуті струни.

Теорія струн — теорія, в якій фундаментальними об'єктами є не точкові частинки, а одномірні об'єкти, звані струнами. Струни бувають відкриті і замкнуті; відкриті виглядають як відрізки, замкнуті — як петлі. Теорія струн займається описом того, як ці фундаментальні об'єкти — струни — поширюються в просторі і взаємодіють одна з одною. На відстанях більшіх, ніж довжина Планка, струна виглядає як точкова частинка зі своїми масою, зарядом та іншими властивостями, залежними від коливальної моди струни. Розщеплення й рекомбінація струн відповідають випусканню і поглинанню частинок — таким чином, у нас є струнна мова, якою описується взаємодія частинок.
Між світом, який описується теорією струн, і світом, з яким ми стикаємося в повсякденності, є істотна різниця. У звичайному житті ми спостерігаємо три просторові виміри (вгору/вниз, наліво/направо, і вперед/назад) і одне часове (раніше/пізніше). Таким чином, мовою сучасної фізики, простір-час є чотиривимірним. Однією з особливостей теорії струн є той факт, що для її самоузгодженості потрібні додаткові виміри простору-часу. У теорії суперструн (версії теорії струн, яка включає в себе суперсиметрію) потрібно шість додаткових розмірностей простору-часу на додачу до звичних чотирьох.
Одна з цілей поточних досліджень в області теорії струн — розвинути моделі, в яких струни описували б поведінку частинок, що спостерігається в експериментах фізики високих енергій. Світ, в якому ми спостерігаємо частинки, здається нам чотиривимірним. Таким чином, необхідно вибрати спосіб редукції до чотирьох вимірів на звичних нам відстанях. У найреалістичніших теоріях це досягається шляхом процесу компактифікації, в якому додаткові виміри «замикаються» самі на себе в кола. Якщо ці «згорнуті» додаткові виміри виявляються дуже малими, нам буде здаватися, що простір-час в такій теорії має меншу кількість вимірів. Стандартна аналогія тут — садовий шланг. Якщо дивитися на садовий шланг з досить великої відстані, він справляє враження одновимірного об'єкта. Водночас, якщо до нього наблизитися, буде видно і другий вимір, який відповідає колу. Так, мураха, що повзе по поверхні шланга, насправді пересувається у двох вимірах, а не в одному.

### Многовиди Калабі— Яу

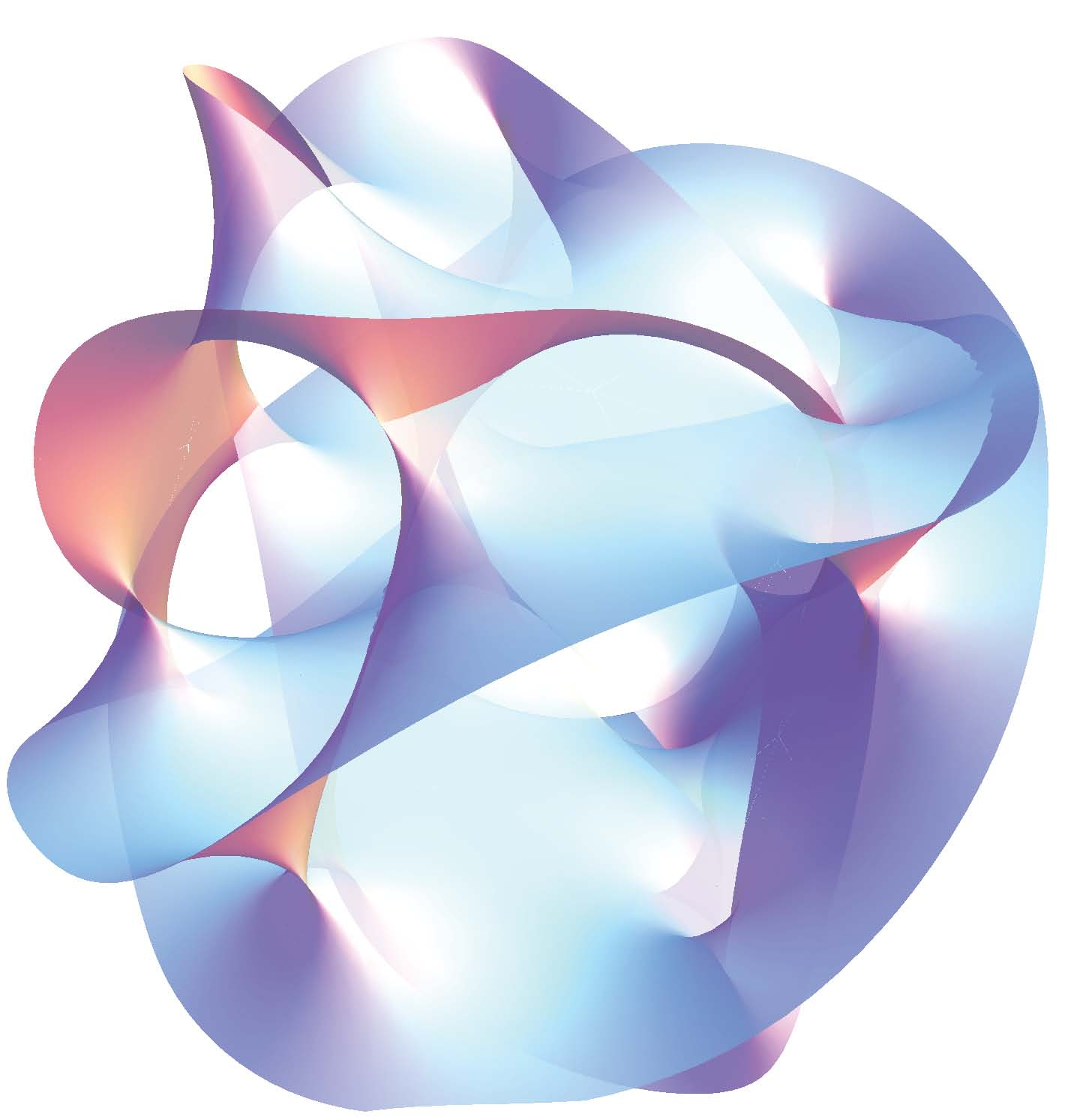
Тривимірна проєкція квінтики многовиду Калабі-Яу

За допомогою компактифікації можна перетворювати отримувані теоретично багатовимірні простори в ефективно чотиривимірні. Однак не кожен спосіб компактифікації приводить до чотиривимірного простору, який міг би описувати наш світ. Можна прийти до результату, що компактні додаткові розмірності повинні мати форму многовиду Калабі — Яу. Многовид Калабі — Яу — (зазвичай комплексно тривимірне) простір, головною властивістю якого є тривіальність канонічного розшарування. Воно назване на честь Еудженіо Калаби, який сформулював гіпотезу про існування та єдиності відповідної метрики — гіпотезу Калабі — і Шінтана Яу, який її довів.
Після того, як многовиди Калабі — Яу увійшли у фізику (як спосіб компактифікувати «зайві» виміри), фізики почали їх інтенсивно вивчати. Наприкінці 80-х Вафа та інші помітили, що за отримуваним чотиривимірним простором неможливо однозначно відновити многовид Калабі — Яу, за допомогою якого проводили компактифікацію. Замість цього дві різні теорії струн — теорія струн типу IIA і теорія струн типу IIB — можуть бути скомпактифіковані за допомогою абсолютно різних многовидів Калабі — Яу таким чином, що це приведе до однієї й тієї самої фізики. Такі два многовиди Калабі — Яу називаються дзеркально симетричними, і відповідність між двома вихідними теоріями струн (точніше, конформними теоріями поля, якими вони описуються) називається дзеркальною симетрією.
Дзеркальна симетрія — окремий випадок того, що фізики називають дуальністю. Дуальностями називаються ситуації, коли дві різні фізичні теорії виявляються нетривіальним способом еквівалентними. Якщо можна зробити таке перетворення, що рівняння однієї теорії збігаються з рівняннями іншої теорії, то дві такі теорії називають дуальними стосовно цього перетворення. Можна сказати по-іншому: дві дуальні теорії є математично різними описами одного і того самого явища. Такі дуальності часто виникають у сучасній фізиці, особливо в теорії струн.
Безвідносно до того, чи мають стосунок компактифікації теорії струн за допомогою многовидів Калабі — Яу до реального світу, існування дзеркальної симетрії має суттєві математичні наслідки. Многовиди Калабі — Яу є об'єктом вивчення чистої математики і за допомогою дзеркальної симетрії дозволяють математикам вирішувати завдання обчислювальний алгебраїчної геометрії. Типова задача обчислювальний геометрії — підрахувати число раціональних кривих на многовиді Калабі — Яу (наприклад, на такому, яке зображене вище). Користуючись дзеркальною симетрією, математики показали, що у цієї задачі є еквівалентна їй для дзеркально симетричного многовиду, яку простіше розв'язати.
Фізики отримали дзеркальну симетрію не вдаючись до математичних міркувань. Водночас математиків зазвичай цікавлять математично строгі докази — докази, в яких немає місця фізичній інтуїції. З математичної точки зору, описана вище версія дзеркальної симетрії є все ще припущенням, але існує інша версія дзеркальної симетрії — версія, що пов'язана з топологічною теорією струн, спрощеною теорією струн, яку ввів Віттен і строго довели математии. Мовою топологічної теорії струн, дзеркальна симетрія — це твердження про еквівалентність A-моделі та B-моделі; вони еквівалентні в тому сенсі, що пов'язані дуальністю. Нині математики активно працюють над розвитком математичного розуміння дзеркальної симетрії, яку виявили фізики у вигляді мови, якою зручніше думати фізикам. Зокрема, математики поки що не цілком розуміють, як будувати нові приклади дзеркально симетричних многовидів Калабі — Яу, попри певний прогрес у цій галузі.

## Історія
Витоки дзеркальної симетрії слід шукати в середині 1980-х, коли помітили, що замкнута струна, яка розповсюджується по колу радіуса {\displaystyle R}, фізично еквівалентна замкнутій струні, що розповсюджується по колу радіуса {\displaystyle 1/R} (в деякій системі одиниць). Це явище називається T-дуальністю і тісно пов'язане з дзеркальною симетрією. У статті 1985 року Канделас, Горовіц, Стромінджер і Віттен показали, що, компактифікуючи теорію струн многовидом Калабі — Яу, можна одержати теорію, схожу на стандартну модель фізики частинок. Йдучи за цим міркуванням, фізики почали вивчати компактифікації многовидів Калабі — Яу сподіваючись побудувати фізику частинок, що описує реальний світ, яка була б наслідком теорії струн. Вафа та інші помітили, що за цією моделлю чотиривимірної фізики частинок можна однозначно відновити многовид Калабі — Яу, за допомогою якого відбувалася компактифікація. Замість цього є два многовиди Калабі — Яу, які приводять до однакових чотиривимірних теорій фізики частинок.
Вивчаючи відповідності між многовидами Калабі — Яу і визначеними конформними теоріями поля (моделями Гепнера), Браян Грін і Ронен Плессер знайшли нетривіальні приклади дзеркальної відповідності. Подальшого розвитку це питання набуло дещо пізніше, коли Філіп Канделас і два його студенти перевірили велику кількість многовидів Калабі — Яу на комп'ютері і виявили, що кожне з них є «дзеркально симетричною парою» для якого-небудь іншого.
Математики зацікавилися дзеркальною симетрією близько 1990 року, коли фізики Філіп Канделас, Ксенія де ла Осса, Пол Грін і Лінда Паркс показали, що з її допомогою можна вирішувати задачі з обчислювальної геометрії, що не піддавалися десятиліттями. Ці результати були представлені на конференції в Берклі в травні 1991-го. Під час цієї конференції було відмічено, що одне з чисел, які отримав Канделас при підрахунку раціональних кривих не збіглося з числом, яке отримали норвезькі математики Гайрі Еллінгсруд і Стейн Арілд Стромме, які використовували, мабуть, більш строгі міркування. Більшість математиків на конференції вважало, що робота Канделаса містила помилку, оскільки базувалася на математично нестрогих судженнях. Однак незабаром Еллінгсруд і Стромме знайшли помилку у своїй комп'ютерній програмі і, виправивши код, отримали відповідь, що збіглася з відповіддю Канделаса і його співавторів.
1990 року Едвард Віттен представив топологічну теорію струн — спрощену версію теорії струн, і фізики показали, що для неї теж є своя дзеркальна симетрія. У посланні до Міжнародного математичного конгресу в 1994 році Максим Концевич представив математичну гіпотезу, яка заснована на виявленому на фізичній мові явищі дзеркальної симетрії в топологічній теорії струн. Ця гіпотеза відома як гіпотеза гомологічної дзеркальної симетрії і формалізує поняття дзеркальної симетрії як твердження про еквівалентність двох похідних категорій: похідної категорії когерентних пучків на многовиді Калабі — Яу і похідної категорії Фука, побудованої по дзеркально симетричному многовиду.
Також близько 1995 року Концевич проаналізував роботу Канделаса, яка давала загальну формулу для підрахунку раціональних кривих на тривимірній квінтиці, і переформулював ці результати у вигляді строгої математичної гіпотези. 1996 року Гівенталь опублікував роботу, в якій, на думку самого Гівенталя, наведений доказ цієї гіпотези Концевича. Спочатку велика кількість математиків вважали цю роботу надзвичайно незрозумілою, через що сумнівалися в її коректності. Дещо пізніше Ліан, Ліу і Яу в серії робіт незалежно опублікували її доказ. Безвідносно суперечок про те, хто опублікував доказ першим, ці роботи нині широко визнані як математичний доказ результатів, що отримані з використанням дзеркальної симетрії на мові фізиків. У 2000 році Хорі Кентаро і Кумрун Вафа представили фізичний доказ дзеркальної симетрії, засноване на T-дуальності.

## Застосування

### Обчислювальна геометрія

Задача Аполлонія: рівно вісім кольорових кіл торкаються до трьох чорних

Дзеркальну симетрію активно застосовують в обчислювальний геометрії — галузі математики, яка цікавиться питаннями виду «скільки існує тих чи інших геометричних конструкцій»; основним інструментом обчислювальної геометрії є техніки, що напрацьовані в алгебраїчній геометрії. Одну з перших задач обчислювальної геометрії поставив приблизно в 200 р. до н. е. давньогрецький математик Аполлоній Пергський. «Скільки кіл на площині торкаються до трьох даних?» — Запитав Аполлоній. Відповідь дав ще сам Аполлоній; вона такий: у випадку, якщо задані три кола, то кіл, що до них торкаються, вісім.

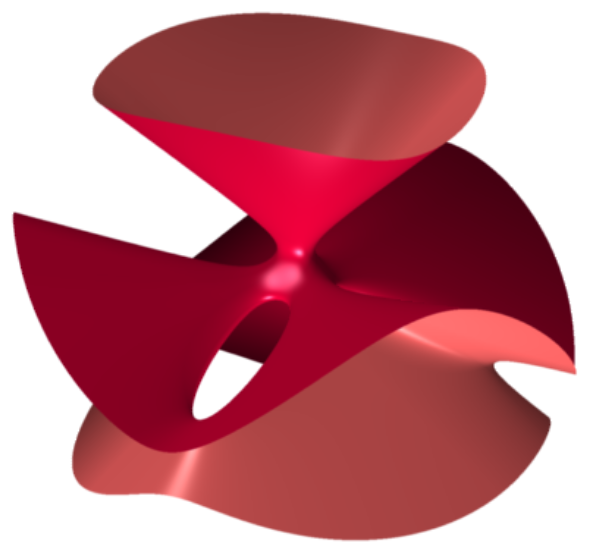
Кубика Клебша

Обчислювальні задачі в математиці — це зазвичай задачі про кількість наявних алгебраїчних многовидів, які визначаються як множини рішень систем поліноміальних рівнянь. Приміром, кубика Клебша (див. рисунок) визначається за допомогою деякого полінома ступеня трьох від чотирьох змінних. Артур Келі та Джордж Сальмон отримали свого часу чудовий результат — на такій поверхні можна провести рівно 27 прямих.
Узагальнюючи цю задачу, можна запитати себе, скільки прямих можна провести на квінтиці Калабі — Яу (див. рисунок вище). Цю задачу розв'язав Герман Шуберт, який показав, що існує рівно 2875 таких прямих. 1986 року Шелдон Кац довів, що число коник, які належать цій квінтиці, дорівнює 609250.
До 1991 року більшість класичних проблем обчислювальний геометрії було вирішено і цікавість до обчислювальної геометрії почала вщухати. Як сказав математик Марк Гросс, «Коли класичні задачі були розв'язані, люди зайнялися перевичисленням чисел Шуберта за допомогою сучасних методів, але це не виглядало чимось свіжим.». Фізики Філіп Канделас, Ксенія де ла Осса, Пол Грін і Лінда Паркс вдихнули життя в цю сферу в травні 1991-го, коли показали, що за допомогою дзеркальної симетрії можна підрахувати кількість кривих ступені три на квінтиці, яка є многовидом Калабі — Яу. Канделас і співавтори отримали, що комплексно тривимірні многовиди Калабі — Яу містять рівно 317206375 кривих ступені три.
Крім підрахунку кривих ступені три на тривимірній квінтиці, Канделас і співавтори отримали набагато загальні результати щодо підрахунку раціональних кривих — набагато сильніші, ніж відомі на той момент математикам. Хоча методи, які використав Канделас, ґрунтувалися на нестрогих ідеях з теоретичної фізики, математики змогли довести деякі передбачення дзеркальної симетрії, зроблені на фізичному рівні строгості — зокрема, всі заново отримані результати у сфері обчислювальної геометрії.

### У теоретичній фізиці
Крім застосувань у обчислювальній геометрії, дзеркальна симетрія є одним з основних інструментів обчислень у теорії струн. У A-моделі топологічної теорії струн фізично цікаві величини (корелятори, які визначають ймовірність тих чи інших процесів взаємодії) виражаються через інваріанти Громова - Віттена, яких нескінченно багато і які вкрай складні для обчислення. У B-моделі обчислення можуть бути зведені до класичних інтегралів («періоди») і тому набагато простіші. Користуючись дзеркальною симетрією, можна замість складних обчислень в A-моделі проробляти еквівалентні, але технічно простіші обчислення в B-моделі. Також можна використовувати інші дуальності теорії струн, комбінувати дзеркальну симетрію з ними — з метою виконувати еквівалентні обчислення в тій теорії, де вони найбільш прості. Підбираючи придатну теорію, фізики можуть вираховувати величини, обчислення яких неможливе або вкрай важке без використання дуальності..
За рамками теорії струн дзеркальну симетрію застосовують, щоб зрозуміти аспекти квантової теорії поля, формалізм, за допомогою якого фізики пояснюють поширення і взаємодію елементарних частинок. Деякі калібрувальні теорії, які не є частиною Стандартної моделі, але не менш важливі теоретично, отримуються із струн, що розповсюджуються вздовж майже сингулярних поверхонь. У таких теоріях дзеркальна симетрія є важливою обчислювальною технікою. Справді, за допомогою дзеркальної симетрії можна виконувати обчислення в чотиривимірний калібрувальній теорії, що було вивчено Натаном Зайбергом і Едвардом Віттеном, і про що добре відомо в математиці в контексті інваріантів Дональдсона.

## Підходи

### Гомологічна дзеркальна симетрія

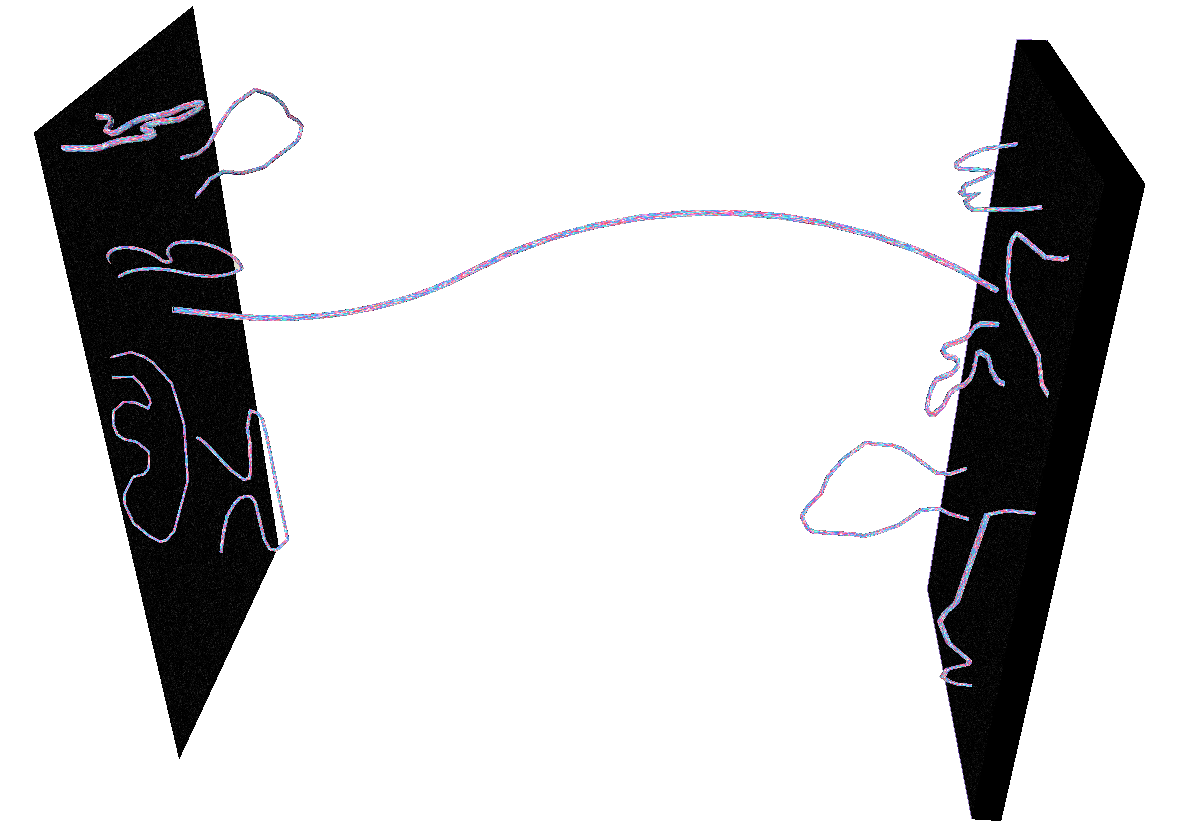
Відкрита струна, приєднана до пари D-бран (також зображено кілька замкнутих струн)

У теорії струн спливає поняття брани — об'єкта, що узагальнює поняття частинки (0-мірного об'єкта) до більш високих розмірностей. Так, точкову частинку можна сприймати як брану розмірності 0, струну можна сприймати як брану розмірності 1. Можна розглядати брани вищих розмірностей. Слово «брана» є скороченням від «мембрана», яке іноді вживають для позначення двовимірної поверхні, що є наступним за розмірністю узагальненням точкової частинки після струни.
У теорії струн розглядають відкриті і замкнуті струни. D-Брани — важливий клас бран, що з'являється при розгляді відкритих струн. Буква «D» у назві  D-брана  означає граничну умову, яку така брана повинна задовольняти — граничну умову Дирихле. Згідно з цими граничним умовами, кінці відкритої струни повинні перебувати на D-бранах.
Математично Брани можна описати з використанням поняття категорії. Категорія — це, за визначенням, сутність, що складається з об'єктів і, для кожної пари об'єктів, морфізмів між ними. Об'єкти є математичними структурами (такими як множини, векторні простори, або топологічні простори), а морфізм є віддзеркаленнями між цими структурами. Також можна розглянути категорію, об'єктами в якій будуть D-брани, а морфізмами — стани відкритих струн, що натягнуті між двома різними D-бранами
У B-моделі топологічної теорії струн D-брани — комплексні підмноговиди многовид Калабі — Яу з додатковою умовою закріплених на них кінців струни. Категорія, об'єктами якої є такі Брани, відома як похідна категорія когерентних пучків на многовиді Калабі — Яу. В A-моделі D-брани також можна розглядати як підмноговиди многовиду Калабі — Яу. Грубо кажучи, це те, що математики називають спеціальними спеціальними лагранжевими підмноговидами. Серед іншого, це означає, що їх розмірність дорівнює половині розмірності того простору, куди вони вкладаються і що вони є підмноговидами мінімального об'єму. Категорія, об'єктами якої є ці Брани, називається категорією Фука.
Похідна категорія когерентних пучків будується, використовуючи інструменти комплексної геометрії. Що стосується A-сторони, то категорія Фукаї явно використовує симплектичну геометрію, галузь математики, що виросла з класичної механіки. Симплектична геометрія вивчає простори, на яких задана симплектична форма — сутність, за допомогою якої можна обчислювати площу в двовимірних ситуаціях.
Гіпотеза гомологічної дзеркальної симетрії, яку проголосив у такій формі Максим Концевич, стверджує, що похідна категорія когерентних пучків на деякому многовиді Калабі — Яу еквівалентна похідній категорії Фука на многовиді, що дзеркально симетричне відносно заданого многовиду Калабя — Яу. Ця еквівалентність, мабуть, є точним математичним формулюванням дзеркальної симетрії в топологічній теорії струн. Вона несподіваним чином пов'язує комплексну і симплектичну геометрії.

### SYZ-гіпотеза

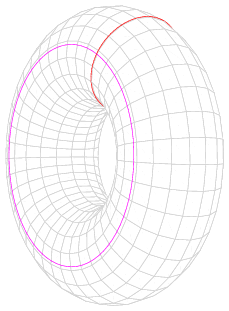
Тор можна розуміти як об'єднання нескінченно великої кількості «червоних» кіл. Для кожної точки «рожевої» окружності є тільки одна відповідна їй «червона».

Інший підхід до розуміння дзеркальної симетрії запропонували Стромінджер, Яу і Заслоу в 1996 році. Згідно з їх пропозицією, відомою нині як SYZ-гіпотеза, дзеркальну симетрію можна розуміти, розбиваючи вихідне многовид Калабі — Яу на простіші шматки і потім збираючи з них дзеркально симетричне відносно вихідного многовиду Калабі — Яу. Спробуємо пояснити, про що йдеться.
Найпростіший приклад многовиду Калабі — Яу — двовимірний тор (поверхня бублика). Розглянемо нестягувану окружність на поверхні тора, яка містить внутрішню частину бублика (червона окружність на малюнку). Таких кіл на торі нескінченно багато; насправді весь тор можна розуміти як об'єднання таких кіл. Виберемо довільну рожеву окружність {\displaystyle B} на малюнку. Будемо параметризувати точками цієї рожевої окружності червоні — в тому сенсі, що є біекція між точкою рожевої окружності і відповідною червоною окружністю.
Ідею про розбиття тора на шматки, які параметризовані довільним простором, можна узагальнити. Подумаємо про комплексно двовимірні многовиди Калабі — Яу — K3-поверхні. Так само, як тор був розкладений на окружності, чотиривимірну K3-поверхню можна розкласти на двовимірний тор і двовимірну сферу. Кожній точці сфери, за винятком двадцяти чотирьох, відповідає двовимірний тор; цим двадцяти чотирьом точкам відповідають особливі тори.
У теорії струн основний інтерес становлять многовид Калабі — Яу комплексної розмірності 3 (відповідно, дійсної розмірності 6). Їх можна представити у вигляді 3-торів (тривимірним узагальненням тора, {\displaystyle \mathbb {T} ^{3}\cong S^{1}\times S^{1}\times S^{1}}), параметризованих тривимірною сферою {\displaystyle B} (тривимірним узагальненням сфери). Кожна точка {\displaystyle B} відповідає 3-тору, за винятком нескінченної кількості «поганих» точок, які утворюють «ґратку» на Калабі — Яу і які відповідають особливим Торам.
За допомогою таких розкладань дзеркальну симетрію можна представляти інтуїтивно. Розглянемо приклад з двовимірним тором. Уявімо собі, що цей тор описує простір-час якоїсь фізичної теорії. Фундаментальним об'єктом такої теорії будуть струни, що поширюються в просторі-часі згідно із законами квантової механіки. Однією з базових дуальностей у теорії струн є T-дуальність, згідно з якою замкнута струна, що поширюється вздовж циліндра радіуса {\displaystyle R}, еквівалентна замкнутій струні, що розповсюджується вздовж циліндра радіуса {\displaystyle 1/R} в тому сенсі, що між усіма спостережуваними в кожному з описів можна встановити взаємнооднозначну відповідність. Наприклад, струна, що розповсюджується, має імпульс, і струна також може намотуватися навколо циліндра деяку кількість разів (див. Кількість намоток). Для імпульсу {\displaystyle p} і кількості намоток {\displaystyle n} при поширенні уздовж циліндра вихідного радіуса, при поширенні вздовж циліндра зворотного радіуса струна матиме імпульс {\displaystyle n} і кількість намоток {\displaystyle p}. Застосування T-дуальності одночасно до всіх кіл, на які ми розбили тор, дає обертання радіусів цих кіл, і ми отримуємо новий тор, який «товщий» або «тонший» від початкового. Цей тор і буде дзеркально симетричним вихідному.
T-дуальність можна розширити до випадку n-мірного тора, який виникає при розкладанні комплексно n-мірного многовиду Калабі — Яу. У загальному випадку SYZ-гіпотеза стверджує наступне: дзеркальна симетрія еквівалентна одночасному застосуванню T-дуальності до цих Торів. У кожному випадку простір {\displaystyle B} — це деякий відбиток, що показує, як з цих торів «зібрати» многовид Калабі — Яу.

## Подальше читання

### Популярно
- Yau, Shing-Tung; Nadis, Steve. The Shape of Inner Space: String Theory and the Geometry of the Universe's Hidden Dimensions. — Basic Books, 2010. — ISBN 978-0-465-02023-2.
- Zaslow, Eric. Physmatics. — 2005. — arXiv:physics/0506153.
- Zaslow, Eric. Mirror Symmetry. — In Gowers, Timothy. The Princeton Companion to Mathematics.. — 2008. — ISBN 978-0-691-11880-2.

### Навчальна література
- Aspinwall, Paul; Bridgeland, Tom; Craw, Alastair; Douglas, Michael; Gross, Mark; Kapustin, Anton; Moore, Gregory; Segal, Graeme; Szendröi, Balázs; Wilson, P.M.H., eds. Dirichlet Branes and Mirror Symmetry. — American Mathematical Society, 2009. — ISBN 978-0-8218-3848-8.
- Cox, David; Katz, Sheldon. Mirror symmetry and algebraic geometry. — American Mathematical Society, 1999. — ISBN 978-0-8218-2127-5.
- Hori, Kentaro; Katz, Sheldon; Klemm, Albrecht; Pandharipande, Rahul; Thomas, Richard; Vafa, Cumrun; Vakil, Ravi; Zaslow, Eric, eds. Mirror Symmetry. — American Mathematical Society, 2003. — ISBN 0-8218-2955-6. [Архівовано 19 вересня 2006 у Wayback Machine.]